# (1916) Boreas
(1916) Boreas (1953 RA) – planetoida z grupy Amora okrążająca Słońce w ciągu 3,43 lat w średniej odległości 2,27 j.a. Odkryta 1 września 1953 roku.